# Tartrazin
Tartrazin je umjetno (sintetsko) žuto azo-bojilo (indeks boje C.I. 19140), dodatak hrani ili prehrambeni aditiv označen E-brojem E102. Dobiva se kemijskom sintezom, reakcijom diazokopuliranja. Može izazvati alergiju kod osoba koje su osjetljive na salicilnu ili benzojevu kiselinu (E210) kao i kod onih koji boluju od astme. Moguće su smetnje disanja, osip na koži, smetnje vida. U kombinaciji s benzojevom kiselinom (E210) može izazvati sindrom hiperaktivnosti kod djece. Odlukom Europskog parlamenta koja je od godine 2010. obvezujuća za sve zemlje članice Europske unije, na deklaraciji namirnica kojima je dodano jedno od sljedećih bojila: E102, E104,E110, E122, E124, E129, mora stajati upozorenje: "Može uzrokovati poremećaj aktivnosti i pažnje djece". Izbjegavati! Upotrebljava se u instant juhama i pudinzima, gaziranim pićima, sladoledima, marmeladama, žvakaćim gumama i tako dalje. Zabranjen je na primjer u Norveškoj i Austriji.

## Prihvatljivi dnevni unos ili ADI
U svrhu zaštite potrošača i s ciljem smanjenja zdravstvenih rizika za aditive se određuje prihvatljivi dnevni unos - ADI (eng. Acceptable Daily Intake). To je količina aditiva za koju se smatra da je potrošač može unositi u organizam bez štetnih posljedica po zdravlje. ADI se izražava u miligramima nekog aditiva po kilogramu tjelesne težine, a temelji se na rezultatima pokusa na životinjama u kojima se izračunavaju količine aditiva koje ne narušavaju zdravlje laboratorijskih životinja, to jest takozvani Observed Adverse Effective Level (NOAEL). Te vrijednosti preračunavaju se u dnevnu dozu za ljude (ADI/PDU) tako da se obično umanjuju sto puta. 
Prihvatljivi dnevni unos za tartrazin je 7,5 mg/kg tjelesne težine.
| Dopuštena upotreba                                                                                             | Količina  |
| --- | --------- |
| Pripravci namijenjeni kontroli tjelesne mase, pripravci koji se uporabljuju pod medicinskim nadzorom           | 50 mg/kg  |
| Prerađeni grašak u konzervama (eng. Processed Mushy and Garden Peas), pašteta od riba i rakova                 | 100 mg/kg |
| Gorka soda, gorko vino, Americano, bezalkoholni aromatizirani napitci, dodatci prehrani u tekućem obliku       | 100 mg/L  |
| Smrznuti aromatizirani deserti (sladoledi), deserti, uključujući aromatizirane mliječne proizvode              | 150 mg/kg |
| Fini pekarski proizvodi (biskviti, kolači, vafli...),grickalice: ekstrudirani začinjeni proizvodi za grickanje | 200 mg/kg |
| Neka alkoholna pića, aromatizirana pića na osnovi vina, aromatizirani vinski koktelski proizvodi               | 200 mg/L  |
| Bombonski proizvodi i slične slastice, senf, dodatci prehrani u krutom obliku                                  | 300 mg/kg |
| Dekoracije, ukrasi, preljevi                                                                                   | 500 mg/kg |

## Monoazo-bojila
Monoazo-bojila, koja imaju opću jednadžbu A → E mogu biti u vodi topljiva ili netopljiva. Ako komponente od kojih se bojilo priprema ne sadrže karboksilnih, sulfonskih ili sulfonamidnih grupa, dobivaju se bojila netopljiva u vodi. Takva monoazo-bojila spadaju među disperzijska bojila (na primjer 2-klor-4-nitranilin → N-etil-N-hidroksietilanilin, njem. Cellitonechtrubin B, C.I. 11115), pigmentna bojila (na primjer 4-klor-2-nitranilin o-klor-acetoacetanilid, Hansa žuta 10 G, C.I. 11710; 2-klor-4-nitranilin → β-naftol, njem. Permanentrot R, C.I. 12085; 2,5-dikloranilin → anilid β-hidroksinaftojeve kiseline, njem. Permanentrot FRR ex., C.I. 12310), ili bojila topljiva u organskim otapalima, uljima i mastima (na primjer anilin dimetilanilin, sudan žuta GG, C.I. 11020; o-anisidin → β-naftol, sudan crvens G, C.I. 12150). Samo neka od takvih monoazo-bojila su zbog prisutnosti hidroksilnih grupa u alkalnom mediju topljiva u vodi i upotrebljiva kao močilna bojila (na primjer p-aminofenol pirogalol, njem. Chromrotbraun 3 RD, C.I. 11965). Najveći dio u vodi topljivih monoazo-bojila pripada kiselim bojilima (primjeri: metanilna kiselina → difenilamin, metanil žuta, C.I. 13056; sulfanilna kiselina → β-naftol, narančasta II, C.I. 15510; smjesa naftionske i Laurentove kiseline → β-naftol, njem. Echtrot AV, C.I. 15620 i 15625; sulfanilna kiselina → 3-karboksi-l- (p-sulfofenil)-pirazolon, tartrazin O, C.I. 19140; 2,4-ksilidin → R-kiselina, Ponceau 2R, C.I. 16150; anilin → N-acetil-H-kiselina, njem. Amidonaphtholrot G, C.I. 18050; 5-nitro-o-anisidin → fenil-γ-kiselina, njem. Supraminbraun R, C.I. 17605). Nadalje čine močilna bojila i bojila za naknadno kromiranje velik dio topljivih monazo-bojila (primjeri su: p-nitranilin → salicilna kiselina, nje. Beizengelb 3R, C.I. 14030; 2-amino-4-nitrofenol 2,4-diaminobenzensulfonska kiselina, njem. Saureanthracenbraun RH ex., C.I. 13250; antranilna kiselina → R-kiselina, njem. Saurealizarinrot B, C.I. 16105).

## Slike
|                                                                                      |                                                       |                                 |
| Boja i okus Inca Kole (Peru) djelomično potječu od visokih koncentracija tartrazina. | Razgradnja bijele svjetlosti kroz otopinu tartrazina. | Prah i otopina E102 tartrazina. |